# Hyperboreus Lacus
Hyperboreus Lacus  è una caratteristica di albedo della superficie di Marte.